# Breitfüßige Erlenblattwespe

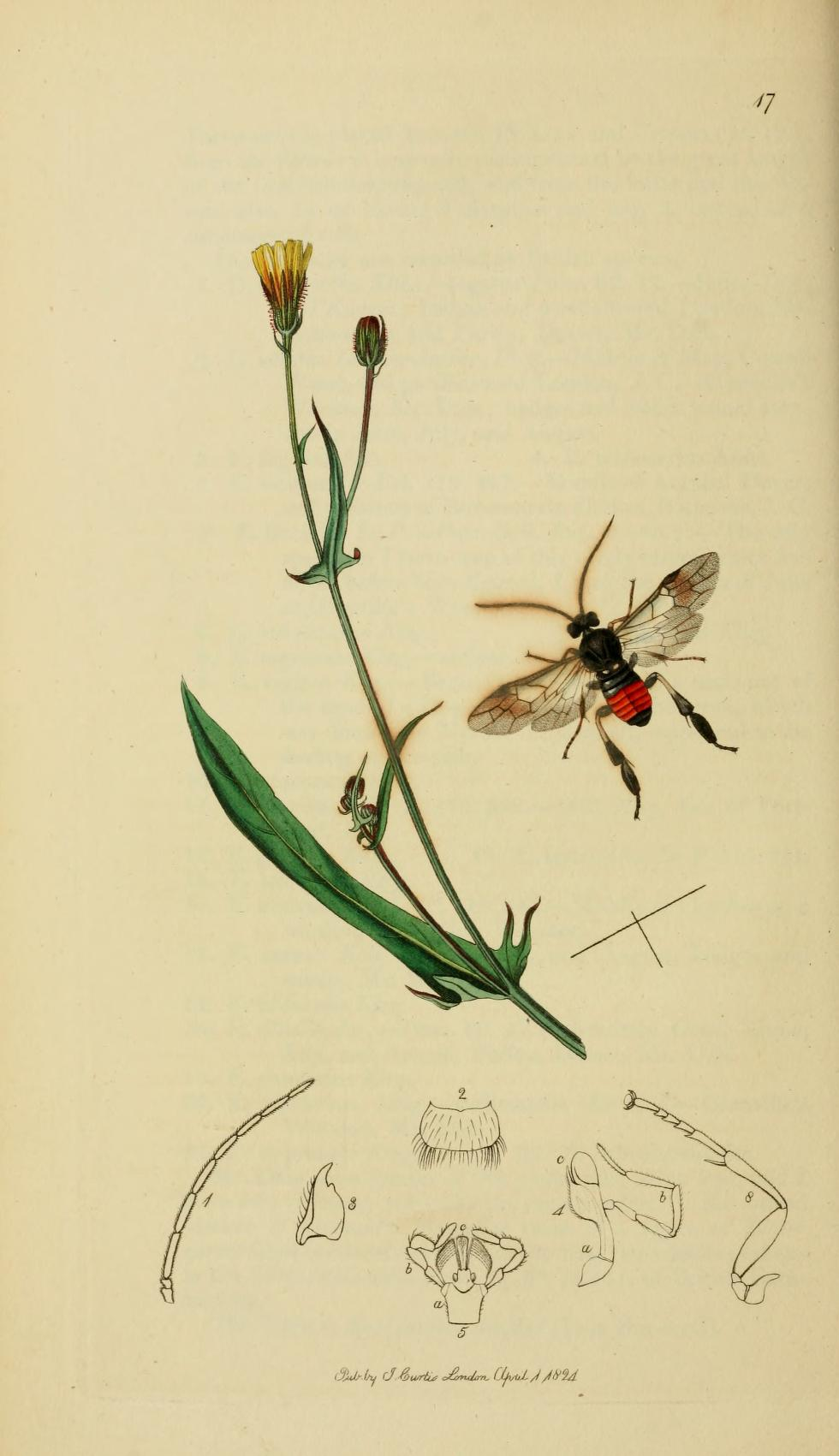
Zeichnung eines adulten Exemplars

Die Breitfüßige Erlenblattwespe (Nematus septentrionalis, Syn.: Craesus septentrionalis) ist eine Art der Echten Blattwespen und in Europa beheimatet. Sie wird manchmal auch als Breitfüßige Birkenblattwespe bezeichnet.

## Merkmale
Die 8–10 mm langen Imagines sind schwarz bis schwarzbraun gefärbt, mit einer roten Binde am Hinterleib und durchsichtigen Flügeln. Die Larven weisen einen hellgrünen bis gelbgrünen Körper mit schwarzem Kopf und schwarzen Flecken auf. Ihre Beine sind gelblich.

## Verbreitung und Lebensraum
Die Art ist in Europa, vor allem Mittel- und Nordeuropa, weit verbreitet. Sie fehlt hier nur auf der Iberischen Halbinsel, der Apenninhalbinsel, Korsika, Sardinien sowie in größeren Gebieten in Osteuropa. In Nordamerika wurde die Art eingeschleppt und lebt im östlichen Grenzgebiet der Vereinigten Staaten und Kanada.
Die Art ist häufig in Auwäldern und Erlenbrüchen zu finden.

## Lebensweise
Die Weibchen sägen in die Mittelrippen von Blättern Taschen und beschicken sie mit rund 150 Eiern. Die Larven fressen gesellig am Blattrand. Bei Störung zeigen sie eine auffällige Schreckstellung in S-förmiger Haltung. Als Nahrung dienen den Larven vor allem Blätter von Birken, Schwarz-Erle und Hasel, aber auch Hainbuche, Esche, Ahorn, Pappeln, Weiden und Mehlbeeren. Kurz vor der Verpuppung lassen sie sich zu Boden fallen und verpuppen sich im Boden. Es kann zu mehreren Generationen im Jahr kommen. Die Imagines der ersten Generation fliegen von Mai bis Juni, die der zweiten Generation von Juli bis September. Die Puppen der dritten Generation überwintern.
Als Parasit ist die Erzwespe Trichogramma evanescens bekannt. Die Breitfüßige Erlenblattwespe gilt in Deutschland als ungefährdet.

## Taxonomie
Das Basionym der Art lautet Tenthredo septentrionalis, der heute gültige Name Nematus septentrionalis. In der Literatur finden sich folgende Synonyme:
- Craesus septentrionalis (Linnaeus, 1758)
- Croesus septentrionalis (Linnaeus, 1758)
- Nematus laticrus Villaret, 1832
- Nematus stephensii Newman, 1837
- Tenthredo alni Linnaeus, 1758
- Tenthredo largipes Retzius, 1783